# اسلیونیتسا (روستای بلغارستان)
اسلیونیتسا (به بلغاری: Slivnitsa) روستایی در بلغارستان است که در شهرستان کرسنا واقع شده‌است.